# Chăn nuôi trên nền đệm lót sinh học

Trại chăn nuôi lợn thịt trên nền đệm lót sinh học

Chăn nuôi trên nền đệm lót sinh học là một hình thức nuôi nhốt gia súc, gia cầm trên một nền đệm lót được làm bằng nguyên liệu có độ trơ cao (không bị nước làm nhũn nát như: trấu, mùn cưa, phoi bào, rơm, rạ….) trộn với một hệ vi sinh vật (men vi sinh) để phân hủy phân, nước tiểu giảm khí độc và mùi hôi chuồng nuôi tạo môi trường trong sạch không ô nhiễm. Phương thức chăn nuôi này hiện đang được khuyến khích phát triển, được coi là hướng đi bền vững của ngành chăn nuôi ở Việt Nam.

## Tên gọi
Chăn nuôi trên nền đệm lót sinh học tại Việt Nam có nhiều tên gọi khác nhau, như: chăn nuôi không chất thải, chăn nuôi tự nhiên, chăn nuôi sinh thái, chăn nuôi trên đệm lót dầy…

## Thành phần lớp độn lót

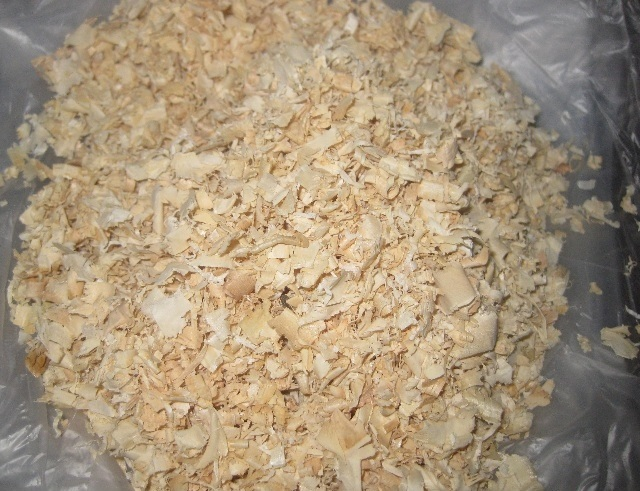
Mùn cưa ở Việt Nam

Thành phần lớp độn lót gồm 2 phần chính: Chất độn chuồng, bao gồm nguyên liệu có độ trơ cao như trấu, mùn cưa của các loại gỗ cứng, vỏ lạc, lõi ngô, thân cây ngô, bã mía…; và chế phẩm sinh học và bột ngũ cốc (ngô, cám gạo…).

## Vai trò của hệ vi sinh vật

### Tiêu hủy phân, nước tiểu
Một só vi sinh vật trong lớp độn lót có khả năng tiêu hủy chất thải chăn nuôi. Khi vật nuôi thải thải phân và nước tiểu vào lớp độn lót, các vi sinh vật bám quanh, tiết enzyme ngoại bào để phân giải bằng quá trình oxy hóa và lên men hiếu khí. Quá trình lên men làm cho các thành phần hydratcacbon, các hợp chất chứa cacbon bị oxy hóa giải phóng năng lượng, CO2, nước, một lượng nhỏ hợp chất hữu cơ khác như axít hữu cơ, rượu, aldehyd, ester…

### Khử mùi
Mùi trong quá trình chăn nuôi sinh ra chủ yếu là quá trình lên men chất thải (ở trong ruột già và ngoài môi trường) của vi sinh vật thối rữa gây ra. Một số vi sinh vật trong chất độn chuồng sử dụng các khí độc làm nguồn dinh dưỡng cho quá trình sinh trưởng và phát triển của mình. Hệ vi sinh vật trong độn lót với ưu thế về số đông sẽ ức chế và diệt các vi sinh vật gây thối theo hình thức cạnh tranh: lên men triệt để các chất hữu cơ giải phóng năng lượng tạo các sản phẩm CO2, nước… không có mùi. Bên cạnh đó, một số sản phẩm phụ của quá trình lên men có tác dụng khử mùi như axít hữu cơ giúp trung hòa và cố định NH3, rượu giúp trung hòa mùi lạ… Nhờ vậy, mùi hôi trong chuồng nuôi được giảm thiểu.

### Bảo vệ và cung cấp dinh dưỡng
Hệ vi sinh vật trong chuồng nuôi luôn giúp duy trì cân bằng hệ sinh thái theo hướng có lợi cho vật nuôi, luôn đảm bảo đủ số lượng một mặt phân giải chất thải, mặt khác ức chế vi sinh vật gây bệnh hoặc có hại bảo vệ đàn vật nuôi.
Phần lớn vi sinh vật gây hại cho vật nuôi, virus không thích ứng với môi trường đệm lót và bị tiêu diệt là vì: vi sinh vật của đệm lót lên men tạo môi trường đệm lót là môi trường axit, pH thấp; giàu khí CO2; nhiệt độ cao; đồng thời vi sinh vật có lợi phát triển nhanh áp đảo về số lượng.
Các vi sinh vật trong độn lót đồng hóa chất hữu cơ từ chất thải của vật nuôi tạo thành protein của chính vi sinh vật, nguồn protein này được vật nuôi sử dụng một phần.

## Trong chăn nuôi lợn

### Đối tượng lợn
Chăn nuôi các giống lợn thuần, lợn lai, lợn siêu nạc, lợn rừng. Mật độ nuôi phù hợp là 1,5-2 m2/con.

### Chuồng nuôi
Nền chuồng được bố trí làm hai phần, phần bệ bê tông và phần đệm lót. Đáy chuồng nên làm nổi trên mặt đất, trên mực nước cao nhất nhằm tránh nước bên ngoài ngấm hoặc tràn vào làm hỏng đệm lót. Phần bệ bê tông: ở phía trước cửa của chuồng, rộng 2 m (gồm cả phần đặt máng ăn rộng 20 cm), cao 0,6 m so với đáy chuồng; dài bằng toàn bộ chiều dài chuồng. Phần đệm lót: đáy làm bằng đất nện chặt hoặc nền bê tông (nếu là nền bê tông phải đục các lỗ có đường kính 4 cm, các lỗ cách nhau 0,3 m); độ cao của đệm lót (độ cao đáy) 0,6 m; xung quanh đáy chuồng xây bằng gạch, xi măng.
Mái chuồng được làm bằng proximăng hoặc tôn, nên có trần chống nóng. Đỉnh mái cao so với đáy chuồng 3,4 – 3,6 m; điểm thấp nhất của mái ở hai bên chuồng nuôi cao so với đáy chuồng 2,7 – 2,9 m. Phần mái phía sau chuồng nuôi đua ra 0,3 – 0,4 m; phía trước chuồng nuôi đua ra 1,2 – 1,4 m để che toàn bộ phần hành lang chuồng nuôi.

## Ở Việt Nam
Ở Việt Nam, đệm lót sinh học đã được sử dụng vào cho chăn nuôi các loại lợn, gà nuôi nên, gà nuôi chuồng lồng, vịt...
Đến hết năm 2013, Việt Nam có 40 tỉnh, thành phố trực thuộc trung ưng ứng dụng đệm lót sinh học vào phát triển chăn nuôi với 752 trang trại, trên 61.400 hộ chăn nuôi ứng dụng trên tổng diện tích là 5,47 triệu m2.